# ناحیه کانکورد، شهرستان بورا، ایلینوی
ناحیه کانکورد، شهرستان بورا، ایلینوی (به انگلیسی: Concord Township) یک منطقهٔ مسکونی در ایالات متحده آمریکا است که در شهرستان بورا، ایلینوی واقع شده‌است. ناحیه کانکورد ۱٬۶۴۴ نفر جمعیت دارد و ۱۹۶ متر بالاتر از سطح دریا واقع شده‌است.